# Wyoma
Wyoma is een geslacht van vlinders van de familie echte motten (Tineidae), uit de onderfamilie Tineinae.

## Soorten
- W. dysgnoia Clarke, 1986
- W. echinastra (Meyrick, 1931)
- W. schoenoploca (Meyrick, 1911)
- W. striaticostella (Petersen, 1959)